# メルローズ・ハウス

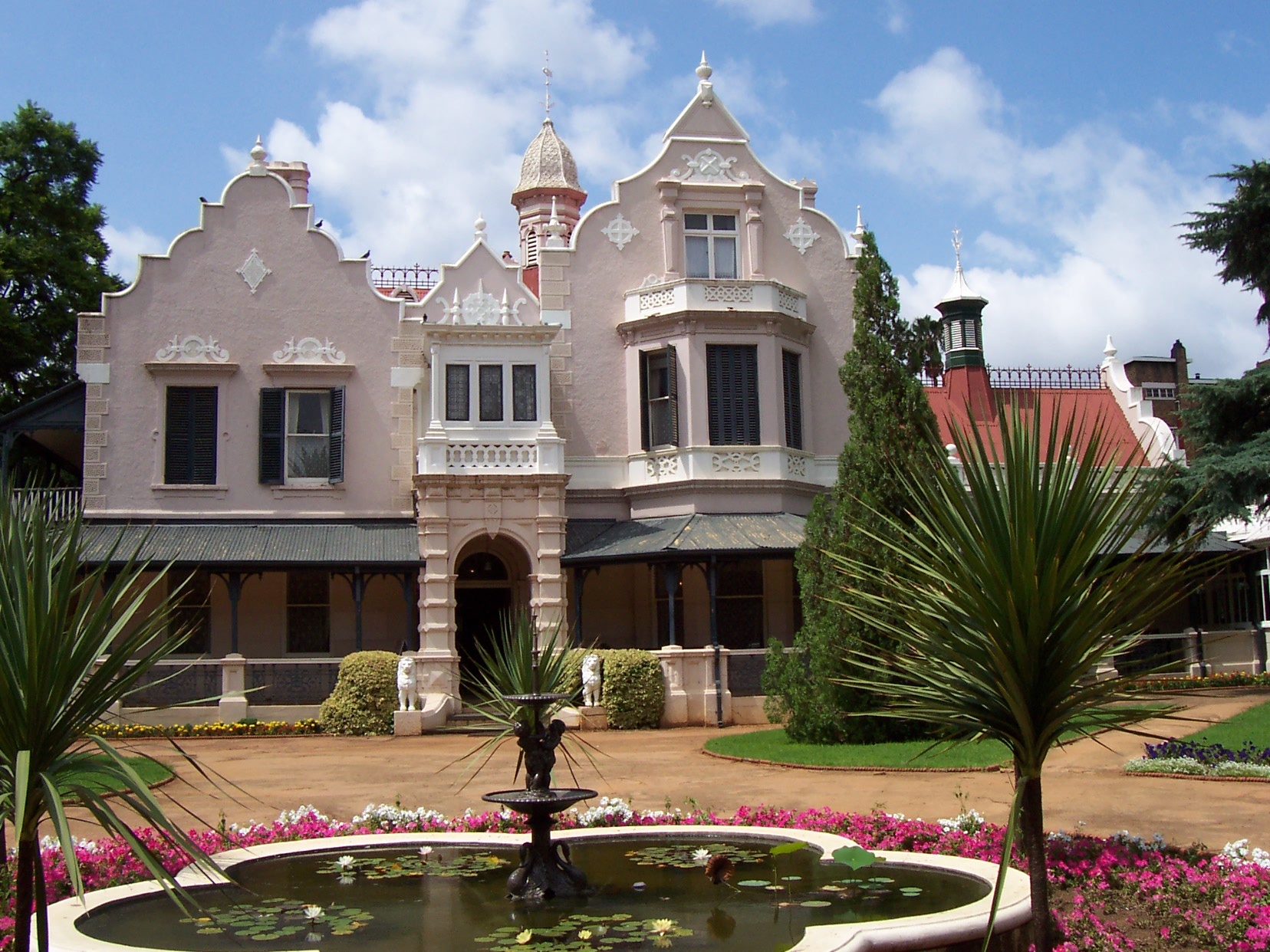
メルローズ・ハウス

メルローズ・ハウス（英語: Melrose House）は、南アフリカ共和国ハウテン州ツワネ市都市圏（プレトリア）にある博物館。

## 概要
建築から100年以上経つヴィクトリア朝様式の邸宅である。名称の由来はスコットランドの僧院であるメルローズ修道院から。

## 歴史
1886年、事業に成功したジョージ・ジェシー・ヘイズによって建築された。
1900年、第2次ボーア戦争においてプレトリアがイギリス軍に侵攻された際、ロバーツ卿が部隊本部を設置し、約1年半にわたって英軍の最前線基地としての役割を果たした。1902年5月2日、停戦に伴うフェリーニヒング条約が調印された場所でもある。